# Окема (Оклахома)
Окема (англ. Okemah) — місто (англ. city) в США, в окрузі Окфаскі штату Оклахома. Населення — 3074 особи (2020).

## Географія
Окема розташована за координатами 35°25′48″ пн. ш. 96°18′1″ зх. д. / 35.43000° пн. ш. 96.30028° зх. д. (35.429870, -96.300295).  За даними Бюро перепису населення США в 2010 році місто мало площу 6,78 км², з яких 6,55 км² — суходіл та 0,24 км² — водойми.

## Демографія
Згідно з переписом 2010 року, у місті мешкали 3223 особи в 1269 домогосподарствах у складі 780 родин. Густота населення становила 475 осіб/км².  Було 1488 помешкань (219/км²).
Расовий склад населення:
| - 62,8 % — білих - 26,6 % — корінних американців - 3,0 % — чорних або афроамериканців - 0,4 % — вихідців з тихоокеанських островів - 0,3 % — азіатів |

До двох чи більше рас належало 6,9 %. Частка іспаномовних становила 2,7 % від усіх жителів.
За віковим діапазоном населення розподілялося таким чином: 27,4 % — особи молодші 18 років, 55,5 % — особи у віці 18—64 років, 17,1 % — особи у віці 65 років та старші. Медіана віку мешканця становила 36,2 року. На 100 осіб жіночої статі у місті припадало 91,4 чоловіків;  на 100 жінок у віці від 18 років та старших — 87,3 чоловіків також старших 18 років.
Середній дохід на одне домашнє господарство  становив 38 278 доларів США (медіана — 30 086), а середній дохід на одну сім'ю — 42 517 доларів (медіана — 34 358). За межею бідності перебувало 31,1 % осіб, у тому числі 34,0 % дітей у віці до 18 років та 14,0 % осіб у віці 65 років та старших.
Цивільне працевлаштоване населення становило 989 осіб. Основні галузі зайнятості: освіта, охорона здоров'я та соціальна допомога — 26,1 %, роздрібна торгівля — 17,3 %, мистецтво, розваги та відпочинок — 10,3 %, виробництво — 9,1 %.

## Відомі особистості
В поселенні народився:
- Берр Вільямс (1909—1981) —  американський хокеїст.